# Rio Covaci
O Rio Covaci é um rio da Romênia, afluente do Olt, localizado no distrito de Harghita.